# Umberto Poli (ciclista)
Umberto Poli (Bovolone, 27 agosto 1996) è un ciclista su strada italiano che corre per il Team Novo Nordisk. È professionista dal 2017.

## Biografia
Nato nel 1996 a Bovolone, è affetto da diabete di tipo 1, patologia scoperta all'età di 16 anni, nel 2012.
Ha iniziato a praticare stabilmente il ciclismo a 12 anni.
Nel 2017, a 21 anni, è passato professionista con il Team Novo Nordisk, squadra statunitense composta da atleti diabetici, che sensibilizza su questa malattia. Nello stesso anno ha esordito alla Milano-Sanremo, piazzandosi 192º.

## Piazzamenti

### Classiche monumento
- Milano-Sanremo

2017: 192º
2018: 142º
2019: 164º
2021: 164º